# Stoppur
Stoppur eller tidtagarur är ett ur för tidtagning. Typisk användning är tidtagarur för sportevenemang. 